# Intercamp

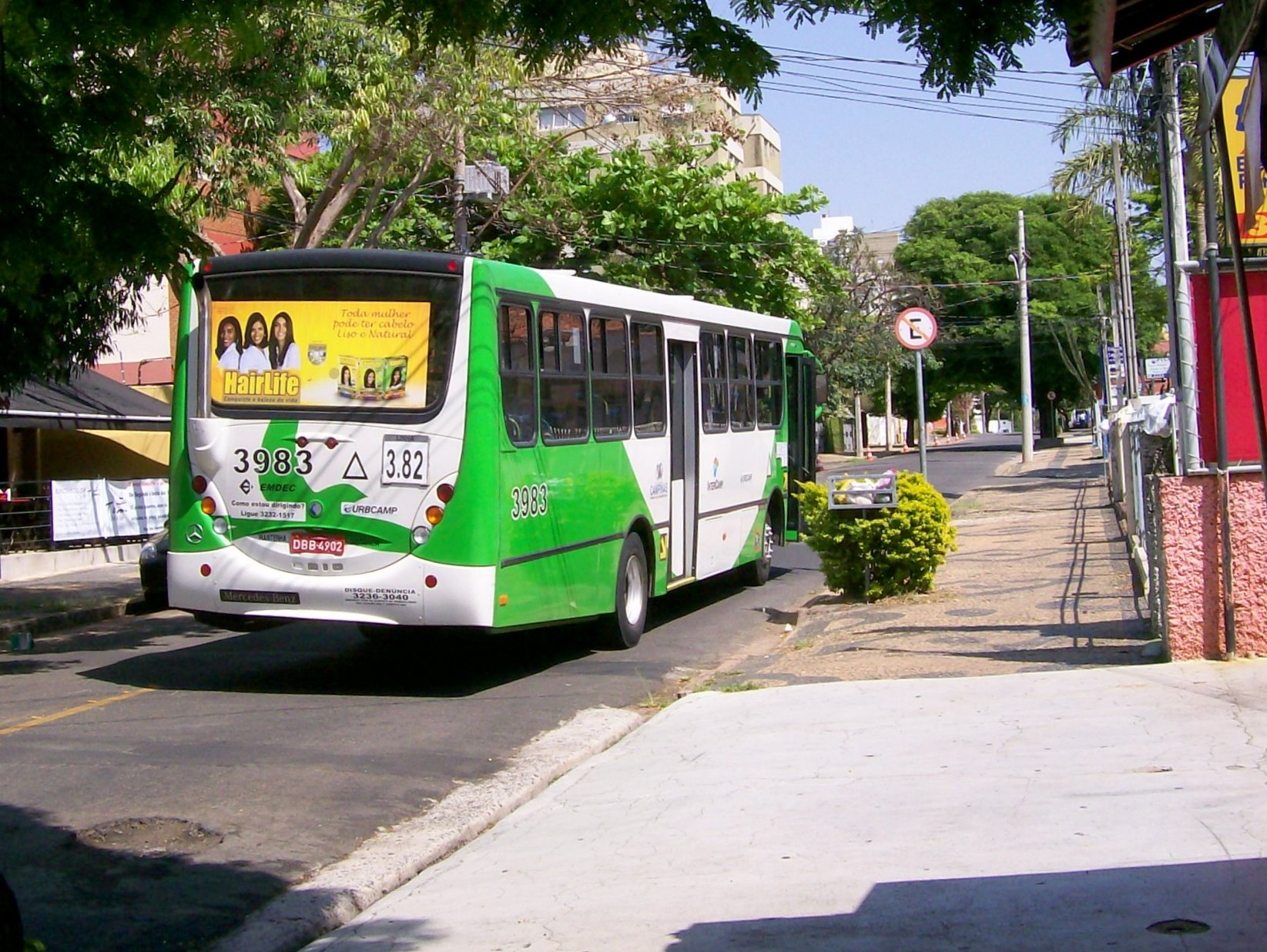
Ônibus da área 3 fazendo a linha 382 numa rua do bairro do Cambuí.

Intercamp é o sistema de transporte coletivo em implantação desde 2005 na cidade de Campinas que tem por pressupostos a indução de uma racionalização no uso do transporte coletivo (Bilhete Único), a introdução de pontos nos corredores centrais nas avenidas e a utilização de ônibus modelo podium (com portas dos dois lados), etc.

## Implantação
Ao contrário dos outros sistemas de transporte anteriores, o Intercamp foi planejado com uma implantação progressiva a médio prazo, isto é, até 2008.
Em 2005, foi feito e realizado o edital, no qual foram escolhidos consórcios a operar as quatro áreas operacionais previstas no sistema (a área central é considerada neutra). O novo contrato passou a contemplar obras com dinheiro dos consórcios. Em contrapartida, pelo edital, estava prevista uma série de melhorias bancadas pela Prefeitura, como corredores de ônibus.
Não houve a introdução de nenhuma empresa nova, apenas a modificação da razão social (em função de dívidas das empresas com a Prefeitura e vice-versa) e a entrega das linhas que não pertencessem à sua área.
Ainda faltam a construção dos corredores do Ouro Verde (pelo eixo contemplado pelas avenidas João Jorge, Amoreiras, Ruy Rodrigues e Camucim até o Terminal Vida Nova) e do Campo Grande (a partir do Balão do Santa Catarina pela John Boyd Dunlop, Manoel Machado Pereira e Benjamin Moloise até o Terminal Itajaí).
Diversas estações de transferência também foram abandonadas pelo caminho. A Estação Abolição, defronte ao Extra Abolição, chegou a ter linhas alimentadoras, mas nunca recebeu infra-estrutura de estação e as alimentadoras voltaram ao Centro em questão de algumas semanas.
E das estações construídas, todas tiveram seu projeto alterado de maneira que o orçamento fosse o mais enxuto possível. Possuem abrigo de mesmo modelo dos instalados recentemente em pontos de ônibus comuns, melhorias na iluminação e informações ao usuário, por meio de cartazes colados com as linhas que passam no local e intervalos médios, além de um mini-mapa de arredores.
As estações de transferência atuais são:
- Expedicionários (no antigo ponto das linhas de Hortolândia e Monte Mor, próximo a Estação Cultura)
- Anarais (defronte ao Aeroporto dos Amarais, com destaque por ser das poucas estações dotadas de linhas alimentadoras)
- Anchieta (defronte ao prédio da Prefeitura Municipal) - integra o Corredor Central
- Irmã Serafina (próximo ao cruzamento da R. Irmã Serafina com a R. Conceição) - integra o Corredor Central
- Dona Libânia (próximo ao cruzamento da R. Dona Libânia com a Av. Orosimbo Maia) - integra o Corredor Central
- Moraes Salles (defronte ao prédio da Guarda Municipal) - integra o Corredor Central
- Senador Saraiva (conjunto de pontos de ônibus ao longo da avenida) - integra o Corredor Central
- Icaraí
- Sousas (com linhas alimentadoras)
- Adhemar de Barros
- Parque Vista Alegre
- Vila Georgina
- Parque Industrial (mero ponto de ônibus, pois é atendida por uma única linha, o que descaracteriza a qualidade de "estação de transferência")
- João Jorge (entre o Corredor Amoreiras e a R. Sales de Oliveira) - integra o Corredor João Jorge
- Campina Grande/São Luiz
- Parque dos Eucaliptos
- Parque Itajaí
- DIC I
- Campos Sales (conjunto de pontos de ônibus ao longo da avenida) - integra o Corredor Campos Sales
- Parque Prado (defronte ao Shopping Prado)
- PUCC 2 (defronte a PUCC 2)
- Padre Anchieta
- Carlos Lourenço
- Taquaral (defronte ao Espaço Edding)

## Bilhete único
O Bilhete Único é a possibilidade de fazer mais de uma viagem de ônibus pagando apenas uma vez a tarifa do sistema (R$ 4,30 no cartão Comum e R$ 4,70 no Vale-transporte em 2019).
Entre 1997 e 1998, o Bilhete Único já havia sido introduzido em Campinas, sem sucesso, principalmente em função da competição com os perueiros. A sua reintrodução foi feita em maio de 2006.
O Bilhete Único permite 3 (três) integrações no período de 2 (duas) horas. A primeira integração é gratuita para quem usa o BU - VT, já a segunda há uma cobrança de R$ 0,40. Para os usuários do BU Comum, a primeira integração custa R$0,40 e a terceira é gratuita. Os BUs Escolar, Universitários, Idoso e Gratuito não cobram integração.
É permitido o uso de mais viagens, justificadas perante o órgão regulador.
As versões do Bilhete Único³ campineiro são:
- Bilhete Único Comum - cor vermelha¹
- Bilhete Único Vale-transporte - cor verde¹
- Bilhete Único Escolar - cor azul
- Bilhete Único Universitário - cor cinza
- Bilhete Único Idoso - cor rosa
- Bilhete Único Especial - cor laranja²
- Bilhete Único Gratuito - cor rosa

¹ Os cartões BU VT e Comum são também múltiplos. Funcionam de ambos modos, podendo ser recarregado pelo próprio usuário no modo comum e pela empresa pelo modo VT. Os valores não se misturam mas o usuário não tem a possibilidade de escolher qual dos modos usar.
² O BU Especial é vendido apenas para as entidades assistenciais, sendo dificilmente visto dentro dos ônibus.
³ Os créditos do BU tem validade de 1 (um) ano.

## Segurança veicular
O Intercamp prevê regras de segurança, controle de poluição, uso de combustíveis ecológicos, etc. Mas também colocou a questão da idade dos veículos: os ônibus comuns não poderão ter mais de 10 anos de uso, os ônibus articulados e bi-articulados, 15 anos e os microônibus, 8 anos.

## Padronização visual
A padronização visual do Intercamp permite a fácil identificação do veículo pela sua região operacional.

### Descrição
A frente do veículo tem pára-choques brancos e o restante pintado na cor da área operacional. A traseira tem uma andorinha estilizada na cor da área.
As laterais do veículo são pintadas na cor da área operacional em forma de uma parábola voltada para cima. A parte central é branca e nela ficam três logotipos, da esquerda para a direita: o da Administração Municipal, o do sistema Intercamp e o da empresa, consórcio ou cooperativa (se for de concessionários individuais - perueiros).

### Identificação para portadores de daltonismo
O Intercamp também se preocupou com os portadores de daltonismo total ou parcial: em todos os lados do veículo há um símbolo, facilmente reconhecível e exclusivo para aquela área na qual o veículo opera.
São os seguintes símbolos:
- Área 1 (Azul-claro): círculo;
- Área 2 (Vermelho): quadrado;
- Área 3 (Verde): triângulo;
- Área 4 (Azul-escuro): tetragrama (também conhecido como estrela de quatro pontas).

## Numeração das linhas
No final de abril de 2006, todos os números das linhas da cidade foram modificados para se adequar ao padrão Intercamp, inclusive com linhas em uma mesma área possuindo não apenas o primeiro mas também o segundo dígito iguais.
Exemplos:
- 2.53 (Vl Boa Vista/Swift)
  - 2.: área operacional 2 (vermelha)
  - 5 : região da Bosch
  - 3 : dígito arbitrário identificador da linha
- 3.66 (Vl. O. Maia via C. Lourenço/Rodoviária)
  - 3.: área operacional 3 (verde)
  - 6 : bacia da área sudeste, região do Guarani e do Carlos Lourenço
  - 6 : dígito arbitrário identificador da linha

## Regionalização

### Área 1 (Azul-claro)
Operada pela VB Transportes e Turismo S/A - mais conhecida como VB1, e pelas cooperativas Cooperatas e Altercamp
Região Sudoeste (Ouro Verde, Vila União, DICs, Vida Nova, Corredor Amoreiras e Campo Belo)
Terminais Ouro Verde, Vila União e Vida Nova.
Estação de Transferência A. de Barros , Estação de Transferência  Parque Vista A , Estação de Transferência Parque Industrial , e Estação de Transferência DIC I ,

### Área 2 (Vermelha)
Operada pelo Consórcio Concicamp (Itajaí Transportes e Expresso Campibus), e pelas cooperativas Altercamp e Cotalcamp
Região Oeste (Campo Grande, Itajaí, Jardim Ipaussurama, Cidade Satélite Iris, Padre Anchieta, Jardim Aurélia, Boa Vista, Nova Aparecida e Corredor Jonh Boyd Dunlop)
Terminais Padre Anchieta , Campo Grande e Itajaí
Estação de Transferência Itajaí , Estação de Transferência  Campina. G/ São.L,
Estação de Transferência Padre Anchieta , Estação de Transferência  Parque dos Eucaliptos , e Estação de Transferência  PUCC 2 ,

### Área 3 (Verde)
Operada pelo Consórcio Urbcamp (Coletivos Pádova e VB Transportes e Turismo S/A - mais conhecida como VB3) e pelas cooperativas Altercamp e Cotalcamp
Regiões Norte e Leste (Amarais, Barão Geraldo, Jd. Santana, Gargantilha, Sousas, Joaquim Egídio, Carlos Lourenço e São Gabriel)
Terminal Barão Geraldo, Estação de Transferência Parque Prado, Estação de Transferência Vila Georgina, Estação de Transferência Carlos Lourenço, Estação Cidade Judiciária, Estação de Transferência Sousas e Estação de Transferência Amarais

### Área 4 (Azul-escuro)
Operada pela Onicamp Transporte Coletivo e pela cooperativa Cooperatas
Região Sul (Nova Europa, Parque Oziel, Jd. Maria Rosa)
Não há terminais nesta área, mas há a Estação de Transferência Icaraí e a Estação de Transferência Parque Prado (limite entre as áreas 3 e 4)
(Com a transferência das linhas da região do Campo Belo para a VB1, a EMDEC realizou alterações no contrato para que essa transferência se tornasse legal)

### Área Central (Cinza)
Operada pela VB Transportes e Turismo S/A através da linha 502 (Circular Centro - Terminal Metropolitano / Av. Júlio de Mesquita) e a extinta 501. A linha 501 fazia o sentido contra-rótula e foi desativada por falta de demanda.
Região Central
Terminais Central, Metropolitano, Mercado e Estações de Transferência Senador Saraiva, Anchieta, Irmã Serafina, Moraes Salles, Dona Libânia, Barata Ribeiro, Sacramento.
A Circular Centro possui tarifa reduzida para quem utiliza o cartão, porém a tarifa de 3,00 reais é praticada para quem paga em dinheiro.
Antigamente as linhas 501 e a atual 502 circulavam com veículos brancos com fotos dos pontos turísticos de Campinas. Hoje esses veículos foram baixados do sistema e a linha 502 circula com veículos da cor verde da área 3.

## Terminais urbanos de Campinas
| Nome                              | Área | Cor        | Tipo    | Geocoordenadas              |
| --------------------------------- | ---- | ---------- | ------- | --------------------------- |
| Barão Geraldo                     | 3    | Verde      | Fechado | 22°49'50.86"S 47°04'46.78"W |
| Campo Grande                      | 2    | Vermelho   | Fechado | 22°56'40.47"S 47°11'12.21"W |
| Central                           | N    | N          | Aberto  | 22°54'34.12"S 47°03'41.17"W |
| Itajaí                            | 2    | Vermelha   | Aberto  | 22°57'42.91"S 47°11'19.44"W |
| Mercado                           | N    | N          | Aberto  | 22°54'15.45"S 47°03'48.06"W |
| Metropolitano Magalhães Teixeira² | N    | N          | Aberto  | 22°54'24.78"S 47°04'16.54"W |
| Ouro Verde                        | 1    | Azul-claro | Fechado | 22°57'53.41"S 47°07'59.33"W |
| Shopping Iguatemi                 | 3    | Verde      | Aberto  | 22°51'08.57"S 47°03'38.19"W |
| Shopping Parque D. Pedro          | 3    | Verde      | Aberto  | 22°53'32.95"S 47°01'29.98"W |
| Vida Nova¹                        | 1    | Azul-claro | Aberto  | 22°58'24.24"S 47°10'17.18"W |
| Vila Padre Anchieta               | 2    | Vermelho   | Aberto  | 22°51'40.31"S 47°09'12.15"W |
| Vila União¹                       | 1    | Azul-Claro | Aberto  | 22°56'29.37"S 47°07'05.51"W |

1. Os terminais Vila União e Vida Nova se tornaram abertos no dia 16 de março de 2019[2]
2. Atende principalmente linhas metropolitanas da EMTU-SP; entretanto, atende várias linhas municipais.